# Sam Mitchell
Samuel E. Mitchell jr., detto Sam (pron. ˈsæmjuəl ˈmitʃəl; Columbus, 2 settembre 1963), è un ex cestista e allenatore di pallacanestro statunitense.

## Carriera

### Giocatore
È stato selezionato dagli Houston Rockets al terzo giro del Draft NBA 1985 (54ª scelta assoluta).

### Allenatore
Fino al 2004 è stato (per due stagioni) vice-allenatore dei Milwaukee Bucks, passato poi per una breve esperienza agli Charlotte Bobcats fino a quando è stato nominato come allenatore della franchigia dei Toronto Raptors.
È stato nominato (aprile 2007) allenatore dell'anno per la stagione 2006-07, con un record superiore al 50% e la vittoria della Atlantic Division.
Il 30 marzo 2007 ha vinto la sua centesima partita nel campionato NBA, quando i Raptors hanno battuto i Washington Wizards al Verizon Center.
Il 3 dicembre 2008 viene esonerato dai Toronto Raptors.

## Statistiche

### College
| Anno      | Squadra      | PG  | PT | MP   | TC%  | 3P% | TL%  | RP  | AP  | PRP | SP  | PP   |
| --------- | ------------ | --- | -- | ---- | ---- | --- | ---- | --- | --- | --- | --- | ---- |
| 1981-1982 | Mercer Bears | 27  | -  | -    | 49,7 | -   | 71,7 | 3,7 | 0,5 | 0,5 | 0,2 | 7,1  |
| 1982-1983 | Mercer Bears | 28  | -  | 34,4 | 51,9 | -   | 78,4 | 5,9 | 1,7 | 0,8 | 1,1 | 16,5 |
| 1983-1984 | Mercer Bears | 26  | -  | 36,0 | 50,7 | -   | 78,1 | 7,1 | 1,8 | 1,3 | 0,7 | 21,5 |
| 1984-1985 | Mercer Bears | 31  | 31 | 37,3 | 51,6 | -   | 75,0 | 8,2 | 1,4 | 1,6 | 1,1 | 25,0 |
| Carriera  | Carriera     | 112 | 31 | 36,0 | 51,2 | -   | 76,3 | 6,3 | 1,3 | 1,1 | 0,8 | 17,7 |

### NBA

#### Regular season
| Anno      | Squadra            | PG  | PT  | MP   | TC%  | 3P%  | TL%  | RP  | AP  | PRP | SP  | PP   |
| --------- | ------------------ | --- | --- | ---- | ---- | ---- | ---- | --- | --- | --- | --- | ---- |
| 1989-1990 | Minnesota T'wolves | 80  | 30  | 30,2 | 44,6 | 0,0  | 76,8 | 5,8 | 1,1 | 0,8 | 0,7 | 12,7 |
| 1990-1991 | Minnesota T'wolves | 82  | 60  | 38,1 | 44,1 | 0,0  | 77,5 | 6,3 | 1,6 | 0,8 | 0,7 | 14,6 |
| 1991-1992 | Minnesota T'wolves | 82  | 63  | 26,2 | 42,3 | 18,2 | 78,6 | 5,8 | 1,1 | 0,6 | 0,5 | 10,1 |
| 1992-1993 | Indiana Pacers     | 81  | 1   | 17,3 | 44,5 | 17,4 | 81,1 | 3,1 | 0,9 | 0,3 | 0,1 | 7,2  |
| 1993-1994 | Indiana Pacers     | 75  | 18  | 14,5 | 45,8 | 0,0  | 74,5 | 2,5 | 0,9 | 0,4 | 0,1 | 4,8  |
| 1994-1995 | Indiana Pacers     | 81  | 12  | 17,0 | 48,7 | 10,0 | 72,4 | 3,0 | 0,8 | 0,5 | 0,2 | 6,5  |
| 1995-1996 | Minnesota T'wolves | 78  | 42  | 27,5 | 49,0 | 5,6  | 81,4 | 4,3 | 0,9 | 0,6 | 0,3 | 10,8 |
| 1996-1997 | Minnesota T'wolves | 82  | 5   | 24,9 | 44,6 | 16,0 | 75,9 | 4,0 | 1,0 | 0,6 | 0,2 | 9,3  |
| 1997-1998 | Minnesota T'wolves | 81  | 33  | 27,6 | 46,4 | 34,9 | 83,2 | 4,8 | 1,3 | 0,8 | 0,3 | 12,3 |
| 1998-1999 | Minnesota T'wolves | 50  | 20  | 26,9 | 40,8 | 23,7 | 76,4 | 3,6 | 2,0 | 0,7 | 0,3 | 11,2 |
| 1999-2000 | Minnesota T'wolves | 66  | 24  | 18,6 | 44,7 | 43,5 | 88,0 | 2,1 | 1,7 | 0,4 | 0,2 | 6,5  |
| 2000-2001 | Minnesota T'wolves | 82  | 4   | 12,0 | 40,8 | 20,9 | 72,7 | 1,5 | 0,7 | 0,3 | 0,1 | 3,5  |
| 2001-2002 | Minnesota T'wolves | 74  | 10  | 9,8  | 43,2 | 28,6 | 77,6 | 1,1 | 0,6 | 0,2 | 0,1 | 3,3  |
| Carriera  | Carriera           | 994 | 322 | 22,4 | 44,7 | 22,3 | 78,4 | 3,7 | 1,1 | 0,6 | 0,3 | 8,7  |

#### Play-off
| Anno     | Squadra            | PG | PT | MP   | TC%  | 3P%  | TL%  | RP  | AP  | PRP | SP   | PP   |
| -------- | ------------------ | -- | -- | ---- | ---- | ---- | ---- | --- | --- | --- | ---- | ---- |
| 1993     | Indiana Pacers     | 4  | 0  | 6,3  | 62,5 | -    | 100  | 0,3 | 0,0 | 0,0 | 0,10 | 3,0  |
| 1994     | Indiana Pacers     | 15 | 0  | 6,6  | 34,6 | 0,0  | 75,0 | 1,1 | 0,3 | 0,1 | 0,1  | 1,4  |
| 1995     | Indiana Pacers     | 17 | 0  | 13,1 | 35,9 | 0,0  | 78,6 | 2,8 | 0,4 | 0,2 | 0,1  | 4,0  |
| 1997     | Minnesota T'wolves | 3  | 0  | 15,7 | 46,2 | -    | 62,5 | 2,3 | 0,3 | 0,3 | 0,3  | 5,7  |
| 1998     | Minnesota T'wolves | 5  | 5  | 35,4 | 44,8 | 21,4 | 89,5 | 5,4 | 1,6 | 0,2 | 0,2  | 14,4 |
| 1999     | Minnesota T'wolves | 4  | 1  | 32,8 | 37,5 | 16,7 | 75,0 | 3,5 | 1,5 | 0,3 | 0,5  | 10,0 |
| 2000     | Minnesota T'wolves | 4  | 0  | 17,0 | 50,0 | 40,0 | 100  | 1,8 | 0,5 | 0,0 | 0,3  | 5,8  |
| 2001     | Minnesota T'wolves | 4  | 0  | 12,5 | 20,0 | 0,0  | 100  | 1,8 | 0,8 | 0,3 | 0,0  | 1,5  |
| 2002     | Minnesota T'wolves | 3  | 2  | 11,3 | 33,3 | -    | 100  | 0,7 | 1,0 | 0,3 | 0,0  | 2,7  |
| Carriera | Carriera           | 59 | 8  | 14,5 | 39,8 | 20,7 | 81,3 | 2,2 | 0,6 | 0,2 | 0,2  | 4,5  |

### Allenatore
| Stagione | Squadra            | Regular Season | Regular Season | Regular Season | Regular Season | Regular Season           | Post Season                              |
| Stagione | Squadra            | V              | P              | % V            | G              | Posizione finale         | Post Season                              |
| -------- | ------------------ | -------------- | -------------- | -------------- | -------------- | ------------------------ | ---------------------------------------- |
| 2004-05  | Toronto Raptors    | 33             | 49             | 40,2           | 82             | 4º in Atlantic Division  | Manca i play-off                         |
| 2005-06  | Toronto Raptors    | 27             | 55             | 32,9           | 82             | 4º in Atlantic Division  | Manca i play-off                         |
| 2006-07  | Toronto Raptors    | 47             | 35             | 57,3           | 82             | 1º in Atlantic Division  | Sconfitto al primo round dai Nets (2-4)  |
| 2007-08  | Toronto Raptors    | 41             | 41             | 50,0           | 82             | 2º in Atlantic Division  | Sconfitto al primo round dai Magic (1-4) |
| 2008-09  | Toronto Raptors    | 8              | 9              | 47,1           | 17             | -                        | -                                        |
| 2015-16  | Minnesota T'wolves | 29             | 53             | 35,4           | 82             | 5º in Northwest Division | Manca i play-off                         |
| Totale   | Totale             | 185            | 242            | 43,3           | 427            |                          |                                          |

## Palmarès

### Giocatore
- Campione USBL (1986)
- Campione CBA (1987)

### Allenatore
- NBA Coach of the Year (2007)